# Tested
Tested to pierwszy album koncertowy grupy punkrockowej Bad Religion wydany w 1997 roku.

## Lista utworów
1. "Operation Rescue"
2. "Punk Rock Song"
3. "Tomorrow"
4. "A Walk"
5. "God Song"
6. "Pity The Dead"
7. "One Thousand More Fools"
8. "Drunk Sincerity"
9. "Generator"
10. "Change Of Ideas"
11. "Portrait Of Authority"
12. "What It Is"
13. "Dream Of Unity"
14. "Sanity"
15. "American Jesus"
16. "Do What You Want"
17. "Part III"
18. "10 In 2010"
19. "No Direction"
20. "Along The Way"
21. "Recipe For Hate"
22. "Fuck Armageddon"
23. "It's Reciprocal"
24. "Struck A Nerve"
25. "Leave Mine To Me"
26. "Tested"
27. "No Control"

## Twórcy
- Greg Graffin  – śpiew
- Brian Baker – gitara
- Greg Hetson – gitara
- Jay Bentley   – gitara basowa
- Bobby Schayer – perkusja